# 少年の保護事件に係る補償に関する法律
少年の保護事件に係る補償に関する法律（しょうねんのほごじけんにかかるほしょうにかんするほうりつ、平成4年6月26日法律第84号）は、少年法に基づく保護事件において、審判事由が認められなかった場合の、身体自由の拘束に対する補償に関する日本の法律である。

## 概要
少年法第2章に定める少年の保護事件に関する手続において同法第3条第1項各号に掲げる審判に付すべき少年に該当する事由（以下「審判事由」という。）の存在が認められるに至らなかった少年等に対し、その身体の自由の拘束等による補償を行う措置を手続を定める。全10条。法令番号は平成4年法律第84号、1992年（平成4年）6月26日に公布された。
この法律の制定までは、少年が罪を犯した疑いがあること等を理由として刑事訴訟法または少年法の規定によりその身体の自由を拘束された場合等において、刑事手続により無罪となった場合等であれば補償の対象となるのに対し、家庭裁判所における少年の保護事件に関する手続において犯罪その他の非行が認められないことにより不処分等の決定を受けても、これに対して補償を行う制度はなかった。
これは、少年の保護事件に関する手続が専ら少年の保護を目的として行われる利益処分であること等によるものであるが、非行が認められなかった場合に、身体の自由の拘束等が結果的には少年にとって理由のない不利益を与えたこととなることは否定しがたいところであり、このような場合に、刑事手続におけると同様、不利益を受けた少年に対し身体の自由の拘束等による補償を行うこととするため、この法律により補償を行うことになった。

## 補償内容
- 刑事補償法第4条に定める一日当たりの割合の範囲内で、相当と認められる額 (4条1項) 。従って 抑留・拘禁 1日当たり1,000円以上12,500円以下の範囲内となる。
- 没収 没収品が処分されていない場合はそのまま返却し、処分済みの場合はその物の時価相当額を補償  (4条2項)

ただし、家庭裁判所の調査若しくは審判又は捜査を誤らせる目的で、虚偽の自白をした場合や、数個の審判事由のうちその一部のみの存在が認められない場合、本人が補償を辞退しているときその他補償の必要性を失わせ又は減殺する特別の事情があるときは、一部又は全部が補償されない (3条) 。刑事補償と異なり、請求により行うのではなく、非行事実がないと決定した家庭裁判所が職権で行う (5条) 。
また、補償に関する決定を受ける前に本人が死亡した場合者に、その特別関係者（本人の配偶者（婚姻の届出をしていないが事実上婚姻関係と同様の事情にあった者を含む。）、子、父母、祖父母若しくは兄弟姉妹であって本人の死亡の当時本人と生計を同じくしていたもの又はこれらの者以外の者であって第二条に規定する決定の当時本人の保護者（少年法第二条第二項に規定する者をいう。）であったものをいう。以下同じ。）から申出があり、かつ、補償をすることが相当と認められるときにも補償が行われる（6条）。